# Верую!
«Ве́рую!» — российский художественный фильм 2009 года режиссёра Лидии Бобровой, снятый по мотивам рассказов Василия Шукшина: «Верую!», «Забуксовал» и «Залётный».

## Сюжет
Действие рассказов советского писателя в фильме перенесено в современную Россию, в 1999 и 2006 годы. За основу сюжета взяты три рассказа, объединённых одним главным героем — Максимом. Максима мучит неизъяснимая тоска. Он старается найти её причину и разобраться с тем, что с ним происходит, пытается объяснить это окружающим, показать, что душевная боль может быть такой же сильной и страшной, как и другие болезни человека.

## В ролях
- Александр Аравушкин — Максим
- Ирина Основина — Людмила
- Сергей Амосов — Илья
- Фёдор Ясников — Поп
- Александр Фёдоров — Учитель
- Юрий Жигарьков — Саня
- Юрий Качалов — Милиционер
- Анна Плотникова — Валя
- Саша Козлов — Валерка-школьник

## Съёмки
Сценарий базируется на трёх рассказах: «Верую!», «Забуксовал» и «Залетный», сведённых в единое целое, со сквозным героем; действие перенесено в 1999 год. Критикой было замечено, что число использованных рассказов больше — мотив движения поезда и описание пейзажей взяты из рассказов «Вечный двигатель» и «Упорный», сцена в милиции — из рассказов «Митька Ермаков» и «Сильные идут дальше», мотив ссоры с Любой — из рассказа «Беспалый».
Съёмки проходили в Архангельской области в деревне Красная горка — там же, где ранее снимался другой фильм режиссёра — «Бабуся», и храм в фильме тот же.
В интервью режиссёр Лидия Боброва признаётся, что пришла в кинематограф благодаря влиянию творчества Василия Шукшина, и что всё, что она делала в течение 30 лет, было подготовкой к фильму «Верую!». Обычно она приглашает на роли непрофессиональных актёров; на этот раз были задействованы профессионалы, но с «незасвеченными» лицами — актёры провинциальных театров.
Для исполнителя главной роли Александра Аравушкина это был дебют в кино.
На роль друга главного героя режиссёр пригласила Сергея Амосова — лесоруба из алтайского края, который в 13 лет снимался в фильме «Праздники детства», где сыграл роль Ивана Попова — прототипа Василия Шукшина по его рассказу «Из детских лет Ивана Попова» (до 16 лет Василий Шукшин носил фамилию матери Марии Сергеевны Поповой).
В небольшом эпизоде в фильме сыграла младшая дочь Шукшина Ольга.
По словам актёров играть им было непросто:

Роль священника далась мне трудно. Он же не просто священник, а ещё и расстрига. И потом, я пытаюсь стать верующим, поэтому мне кажется, что изображать священника — кощунственно. Не мирская это тема.— исполняющий роль попа актёр Фёдор Ясников

## Критика
Премьера фильма состоялась в рамках XI Шукшинского кинофестиваля; в финале зрители аплодировали стоя.

В конкурсной программе было заявлено семь фильмов. Как и ожидалось, победила картина Лидии Бобровой «Верую!», снятая на «Ленфильме» по рассказам Шукшина. По словам председателя жюри Рениты Григорьевой, лишь эта киностудия откликнулась на 80-летний юбилей автора «Калины красной». Провинциальный театральный артист Александр Аравушкин, дебютировав в кино в 47 лет, сразу получил приз «За лучшую мужскую роль». Все, кто посмотрел «Верую!», сходятся на том, что Аравушкин похож на Шукшина: такой же скуластый, жилистый, с твёрдым взглядом и огромным внутренним напряжением. Мужик!

В наше циничное время, для того чтобы снять хороший фильм о родине, нужно безупречное чувство меры. А чтобы рассуждать о русском пути, задевая самые потаённые уголки национального характера, и не попасть в число набивших оскомину псевдопатриотов — настоящий талант. У режиссёра фильма «Верую!» это получилось на все сто. Возможно, в этом фильме Лидии Бобровой удалось, как никому другому до сих пор, передать интонацию шукшинской прозы, где трагическое переплетается со смешным, а мудрость и красота кроются в самых простых вещах. В фильме много замечательных актёрских работ и трогательных, вышибающих слезу моментов. Но самое главное, фильм «Верую!» — это лента про каждого, кто хотя бы раз задавал себе вопрос: зачем я живу?
Фильм неожиданно для всех получил «Приз зрительских симпатий» фестиваля «Литература и кино», внезапно обойдя все, тоже не без оснований претендующие на приз, фильмы:

Однако искреннее всех радовалась своей награде съёмочная группа фильма Лидии Бобровой «Верую!», потому что, пусть негласно, но всё же самой значимой оценкой гатчинского фестиваля считается приз зрительских симпатий. Предсказать, кому в тех или иных обстоятельствах отдаст предпочтение профессиональное жюри, сложно, но всё-таки реально. Угадать, кого отметит простой зритель, практически невозможно.— Учительская газета, 2010
Отмечалось, что это одна из лучших экранизаций Шукшина:

Рассказы Шукшина экранизировались — точнее говоря, иллюстрировались — около 15 раз, а по его оригинальному сценарию Станислав Любшин и Герман Лавров сняли «Позови меня в даль светлую» (1978). Среди экранизаций к интонации Шукшина ближе всего фильмы Никоненко («Ёлки-палки», 1988; «А поутру они проснулись», 2003) и единственной современной «деревенщицы» Лидии Бобровой («Верую!», 2009).— Коммерсантъ, 2016 год

## Награды и фестивали
- Главный приз на XI Всероссийском Шукшинском кинофестивале (2009), диплом кинофестиваля «За лучшую мужскую роль» получил Александр Аравушкин, сыгравший главного героя[9]
- Один из пяти «Золотых Витязей» на ХIХ Международном кинофоруме «Золотой Витязь» (2010)[10]
- Лауреатами премии «Медный всадник» (2010) за фильм стали Игорь Терехов («Лучшая работа звукорежиссера») и Ирина Основина («Лучшая актерская работа»)[11]
- Приз «Зрительских симпатий имени народной артистки СССР Клары Лучко» XVI фестиваля «Литература и кино» (2010)[7].
- Специальный приз губернатора Забайкальского края на Международном забайкальском кинофестивале (Чита, 2010)[12]
- Один из 25-ти российских фильмов представленных на 32-м Московском международном кинофестивале (2010)[13][14]
- Фильм был включён в конкурсную программу фестиваля «Окно в Европу» в Выборге
- В 2015 году был показан во Франции в Дни российского кино в Марселе[15]
- В 2019 году фильм снова был показан в рамках XXI Всероссийского Шукшинского фестиваля